# 남조선과도정부
남조선과도정부(南朝鮮過渡政府)는 대한민국의 정부 수립 전에 존재한 임시 정부로, 1947년 2월 5일 서울에서 발족하여 1948년 8월 15일 대한민국 정부 수립 및 정권이양기까지의 과도정부를 말한다. 과도정부의 수반은 안재홍이었고, 과도정부의 의회는 남조선과도입법의원이었다. 위치는 서울 세종로 구 조선총독부 청사 내에 소재하였다.
미군정은 1945년 10월부터 단계적으로 한인 부처장을 임명하여 정권을 이양하였으며 과도정부 수립으로 정권 이양절차를 서둘러 진행했다. 과도정부의 출범 후 미 군정은 주한미군사령부로 명칭을 바꾸고 자문의 역할을 수행했다. 그러나 미군정청에서는 과도정부에서 실시하는 정책에 대한 거부권을 갖고 있어, 과도정부는 권리행사에 제약이 있었다. 행정부 아래 남조선과도입법위원회와 대법원, 검찰, 경찰 등 입법, 사법기관도 구성되어 있었으며 1948년의 5월 10일 제헌국회의원 총선거를 관리, 진행하였다. 1948년 8월 15일 대한민국 정부 수립과 동시에 직무 정지, 9월 13일까지 기관, 직무를 인수인계하고 폐지되었다.

## 개요
제1차 미소공동위원회가 결렬되자 미군정이 좌우합작운동을 뒷받침하기 위해 남조선과도입법의원과 함께 설치, 안재홍을 민정장관에 임명하고 8부 6처를 두었다. 1947년 5월 군정법령 제141호를 발표, 38선 이남 지역의 미군정 행정기관을 남조선과도정부라고 부르기로 하는 포고조항을 뒤늦게 발효했다. 미군정에서는 군정청 부장관 직책을 민정장관으로 부르는 한편 조선인 민정장관 후보자를 추천받았다. 각계 각층의 추천으로 안재홍을 조선인 민정장관으로 임명했는데, 일설에는 한민당이 안재홍을 천거했다는 설이 있다.
남조선과도정부의 내무부, 재무부, 외무부, 토목부, 경무부, 통위부는 미군정청의 기관을 그대로 인수하였다. 외무부가 존재하였으나 독자적인 외교권은 없었고 1948년 2월 UN 국제연합의 승인을 얻기 전까지 독자적 외교권을 행사할 수 없었다. 군사동원령 또한 미군정에서 임명한 통위부장 류동렬과 통위부의 직원이 존재하고 국군의 창설 준비를 추진해나갔지만, 군사 동원령, 작전권, 지휘권은 미군정청의 승인을 얻어야 했다.
그밖에 미군정에는 교육위원회, 인사위원회, 중앙경제계획위원회, 소방위원회 등의 참모조직이 있었다.
남조선과도정부의 공문은 출범 전 영어로 쓰인 미군정청의 공문과는 다르게, 영어와 국한문이 혼용된 공문, 기록물들이 생산되었다. 그러나 한글보다는 영어와 한자 위주로 쓰인 문서들로 작성되었다.
이미 1946년 2월부터 미군정청 내 각 부의 부장(장관급)은 미군 장교에서 한인으로 대체되어 나갔다. 이때 안재홍은 남조선과도정부의 한국인 통치자로 추대되었으나 군정장관의 거부권 행사 유지가 있어 사실상 민정장관은 무력한 존재였으며, 과도정부 역시 제 기능을 발휘하지 못하였다. 1948년 5월 미군정청과 공동으로 5월 10일 제헌국회의원 총선거를 관리, 감독하였다. 1948년 8월 15일 남한에서 대한민국 정부가 수립되자 8월 15일부터 9월 13일까지 그 행정권을 이양하고 폐지되었다.

## 입법, 사법
행정부였던 남조선 과도정부 하에 입법, 사법기관을 갖추고 있었다. 남조선과도정부의 입법부는 정부 설치 전에 1946년 10월 10일부로 선출된 남조선과도입법의원 의원이 그해 12월에 중앙청에서 개원하여 의회의 기능을 수행하였으며, 이미 1945년 9월 2일부로 미군정청 대법원, 미군정청 검찰이 설치되고 45년 10월 11일부터 단계적으로 한국인 법관, 법조인들로 대체해 나갔다. 군정 검찰은 과도정부 사법부에 서서히 권한을 이양하였다.

## 기타
과도정부 하의 공보처장은 미군정 주둔 후 공보국장에 임명됐다가 1946년 1월 2일자로 미군정 공보처장으로 승진 재직하던 이철원(李哲源)이 유임되었다. 형식적으로 과도정부에서는 언론의 자유가 허용되었다.
정당 활동은 미군정 주둔 후 1945년 10월 2일부터 이미 허용된 상태였다. 과도정부의 여당격인 정당으로는 한민당이 지목되나 이견의 여지가있다. 그밖에 기성 제도권 야당으로 민족자주연맹, 근로인민당, 조선공산당과 그 후신 남조선로동당이 활동하고 있었다.

## 참고 자료
- <한국근현대사사전: 1860∼1990>
- 중앙선거관리위원회,  <대한민국정당사> (중앙선거관리위원회, 1968)
- 조선통신사, <조선연감 1947> (조선통신사, 1948)

## 같이 보기
- 남조선과도입법의원
- 미군정
- 대한민국
- 안재홍
- 서재필